# Повторитель (сетевое оборудование)
Повторитель (репи́тер, от англ. repeater) — сетевое оборудование, предназначенное для увеличения расстояния сетевого соединения и его расширения за пределы одного сегмента или для организации двух ветвей, путём повторения электрического сигнала «один в один». Бывают однопортовые повторители и многопортовые.
В терминах модели OSI работает на физическом уровне.
Одной из первых задач, которая стоит перед любой технологией транспортировки данных, является возможность их передачи на максимально большое расстояние. Физическая среда накладывает на этот процесс своё ограничение — рано или поздно мощность сигнала падает, и приём становится невозможным. Но ещё большее значение имеет то, что искажается «форма сигнала» — закономерность, в соответствии с которой мгновенное значение уровня сигнала изменяется во времени. Это происходит в результате того, что провода, по которым передаётся сигнал, имеют собственную ёмкость и индуктивность. Электрические и магнитные поля одного проводника наводят ЭДС в других проводниках (длинная линия).
Привычное для аналоговых систем усиление не годится для высокочастотных цифровых сигналов. При его использовании какой-то небольшой эффект может быть достигнут, но с увеличением расстояния искажения быстро нарушат целостность данных.
Проблема не нова, и в таких ситуациях применяют не усиление, а повторение сигнала. При этом устройство на входе должно принимать сигнал, далее распознавать его первоначальный вид, и генерировать на выходе его точную копию. Такая схема в теории может передавать данные на сколь угодно большие расстояния (если не учитывать особенности разделения физической среды в Ethernet).
Первоначально в Ethernet использовался коаксиальный кабель с топологией «шина», и нужно было соединять между собой всего несколько протяжённых сегментов. Для этого обычно использовались повторители (repeater), имевшие два порта. Несколько позже появились многопортовые устройства, называемые концентраторами (hub). Их физический смысл был точно такой же, но восстановленный сигнал транслировался на все активные порты, кроме того, с которого пришёл сигнал.

## Отличие от концентратора
Хотя оба устройства выполняют похожие функции, повторитель обладает гораздо меньшим временем задержки, ввиду того что он, как правило, обладает двумя разъемами для подключения кабеля. Ему нет необходимости где-то концентрировать сигнал и распространять на остальные выходы. 
В русскоязычной литературе, с появлением протокола 10baseT (витой пары) во избежание терминологической путаницы многопортовые повторители для витой пары стали называться сетевыми концентраторами (хабами), а коаксиальные — повторителями (репитерами). Эти названия хорошо прижились и используются в настоящее время очень широко.